# Thérèse Kayikwamba Wagner

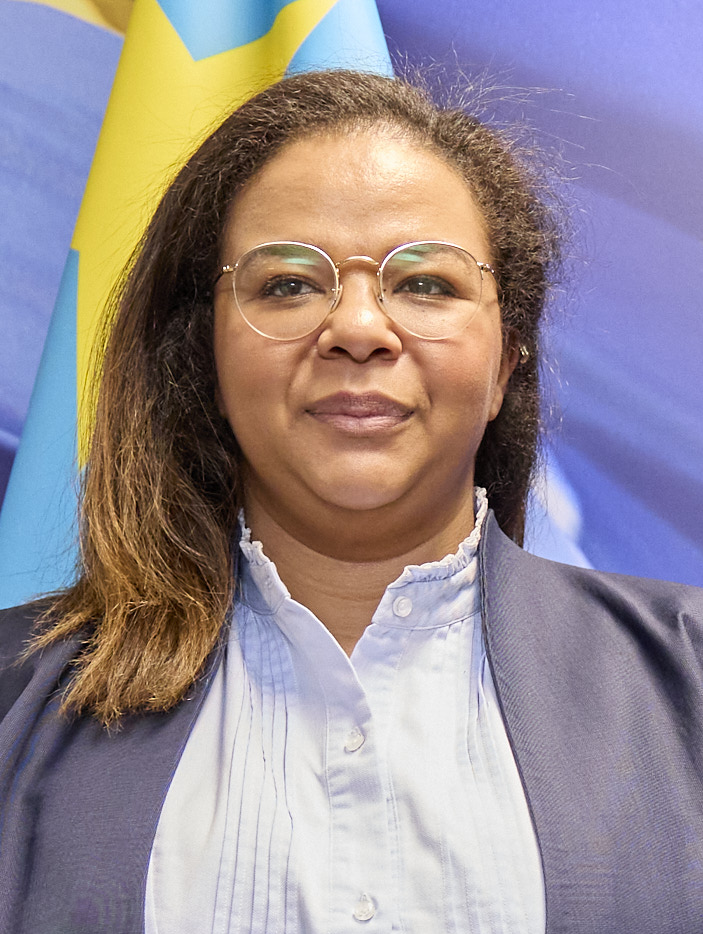
Thérèse Kayikwamba Wagner (2025)

Thérèse Kayikwamba Wagner (* 1983 in Kinshasa, Zaire) ist eine kongolesische Politikwissenschaftlerin und Diplomatin, die seit dem 13. Juni 2024 Außenministerin der Demokratischen Republik Kongo ist.

## Frühes Leben und Ausbildung
Sie wurde 1983 in Kinshasa, der Hauptstadt von Zaire, geboren. Ihre Mutter ist Kongolesin, ihr Vater ist deutscher Abstammung. Ihre Kindheit verbrachte sie in Deutschland, Ghana und Togo. Sie erwarb akademische Abschlüsse von der Harvard Kennedy School (Master in Public Administration), der Fordham University, dem Global Campus of Human Rights und der Johannes Gutenberg-Universität Mainz.

## Karriere
Kayikwamba Wagner blickt auf eine abwechslungsreiche Karriere im öffentlichen und privaten Dienst zurück. Zwischen 2009 und 2011 arbeitete sie bei der Deutschen Gesellschaft für Internationale Zusammenarbeit (GIZ) in Kigali, Ruanda. Danach zog sie nach Goma, DR Kongo, und nahm eine Stelle bei Oxfam an. Im folgenden Jahr übernahm sie die Leitung von Oxfams Programm zum Schutz der Zivilbevölkerung.
2014 ging sie zu den Vereinten Nationen und arbeitete in friedenserhaltenden Missionen, darunter MONUSCO (DR Kongo) und MINUSCA (Zentralafrikanische Republik). Im Jahr 2019 wechselte sie nach Nairobi (Kenia) und arbeitete dort als Assistentin von Huang Xia, dem Sondergesandten der Vereinten Nationen für die afrikanische Region der Großen Seen. Vom November 2023 bis zu ihrer Ernennung zur Kabinettsministerin war sie bei der Meta Platforms als Regional Program Manager für Subsahara-Afrika tätig.

## Politik
Am 29. Mai 2024 wurde Thérèse Kayikwamba Wagner zur Ministerin für auswärtige Angelegenheiten, internationale Zusammenarbeit und Frankophonie im neuen Kabinett der DR Kongo ernannt, das von Premierministerin Judith Suminwa Tuluka geleitet wird. Kayikwamba löste Christophe Lutundula, den bisherigen Außenminister, ab.